# Bilal (chanteur)
 (juin 2019).
Si vous disposez d'ouvrages ou d'articles de référence ou si vous connaissez des sites web de qualité traitant du thème abordé ici, merci de compléter l'article en donnant les références utiles à sa vérifiabilité et en les liant à la section « Notes et références ».
Pour les articles homonymes, voir Olivier (homonymie) et Bilal.
Bilal, dit big smooz,  né Bilal Sayeed Oliver (23 août 1979 à Philadelphie - ), est un poète et chanteur américain de neo soul.

## Biographie
Il étudie au Philadelphia High School for Creative and Performing Arts. Il est une des voix principales de la promotion de 1997. Puis il prend des cours au conservatoire Mannes College The New School for Music of Beirut où il apprend le jazz et le classique.
En 1995, il rencontre brothers Faulu & Damu Mtume, le fils de James Mtume, chez un coiffeur de Philadelphie. Au début il voulait produire de la musique de film, mais sa démo impressionne les personnes du label Moyo Music.

## Discographie
- 2001 : 1st Born Second (Moyo Music /Interscope)
- 2006 : Love for Sale - Album non sorti
- 2010 : Airtight's Revenge (Plug Resaerch)
- 2013 : A love surreal (BBE)
- 2015 : In another life (BBE)
- 2024 : Adjust Brightness

## Musique
- Common - Funky For You, The 6th Sense, Nag Champa (Afrodisiac For The World) (Like Water For Chocolate)
- Common & John Legend, - Faithful
- Common & Bilal - Play Your Cards Right (Bande originale de Mi$e à prix)
- Guru - Streetsoul
- Erykah Badu - Mama's Gun
- Soul Sista (Bande originale de Love and Basketball)
- Musiq - Dontstop (Soulstar)
- Tweet - Best Friend (Southern Hummingbird)
- Fast Lane Remix - feat. Dr. Dre & Jadakiss
- Sometimes (Bande originale d'Ali)
- Beyoncé & Bilal - Everything I Do (Bande originale de The Fighting Temptations)
- Boney James - Better With Time (Pure)
- Clipse & Pharrell Williams, - Nightmares (Hell Hath No Fury)
- Timbo King & The Last Poets - Trust Factor (the Maccabeez mixtapeSpookz Who Kicked Down The Door)
- Ghostface Killah & Prodigy -Trials of Life (sur une mixtape de DJ Green Lantern)
- Talib Kweli - Waitin' for the DJ, Talkin' to You (Quality)
- Jermaine Dupri - Supafly (Instructions)
- Da Ranjahz & Ras Kass - Da Dopest
- Jaguar Wright - I Can't Wait, (Deanials Delusions and Decisions)
- Sa-Ra - Sweet Sour You, (The Hollywood Recordings)
- Jay-Z - Fallin', (American Gangster)
- Radiohead - High and Dry
- The Game - Cali Sunshine (L.A.X.)
- Scarface - Can't Get Right (Emeritus)
- Hezekiah - Looking Up (I predict a Riot)